# Shaq Moore
Shaquell Kwame Moore (Powder Springs, 2 de novembro de 1996) é um futebolista americano que atua como lateral. Atualmente joga pelo Nashville SC.

## Carreira

### Inicio
Moore nasceu em Powder Springs no estado da Geórgia. Se formou na IMG Academy Bradenton durante a sua juventude. Em abril de 2014, começou a treinar com o FC Dallas.
Em agosto de 2014, Moore mudou-se para a Espanha e passou a treinar com três times da cidade de Valência: Valencia CF, Levante e Huracán Valencia. Em 9 de maio de 2015, ele assinou contrato com o Huracán.
Moore fez sua estreia pelo clube em 22 de agosto de 2015, entrando como substituto no segundo tempo no lugar de Javi Soria no empate em casa por 1–1 contra o Atlético Baleares.
Em 7 de janeiro de 2016, após ser raramente usado, ele assinou com o Real Oviedo B.

### Levante
Em 30 de agosto de 2016, assinou com o Levante B.
No ano seguinte, Moore foi relacionado para a equipe principal pela primeira vez em 30 de setembro de 2017 para a partida contra o Deportivo Alavés. Fez sua estreia pela equipe principal em 26 de outubro de 2017 começando a partida como titular na vitória por 2–0 contra o Girona pela Copa del Rey de 2017–18. Três dias depois fez a sua estreia na La Liga entrando como substituto no empate por 2–2 contra o Eibar. Na época, se tornou apenas o quarto americano a jogar na La Liga depois de Kasey Keller, Jozy Altidore e Oguchi Onyewu.
Em 13 de julho de 2018 assinou um contrato de empréstimo com o Reus, equipe que disputa a Segunda Divisão Espanhola. Porém, em 28 de dezembro, ele foi um dos cinco jogadores que deixaram o time devido a salários não pagos.

### Tenerife
Em 24 de julho de 2019, Moore assinou um contrato de três anos com o Tenerife.
Moore jogou 101 partidas no total pelo time das Ilhas Canárias.

### Nashville SC
Em 19 de julho de 2022, Moore assinou com o time da Major League Soccer, Nashville SC por uma taxa relatada de $ 2 milhões de dólares.

### Carreira pela Seleção
Depois de rejeitar a convocação de Trinidad e Tobago no nível sub-15, Moore representou os Estados Unidos nos níveis sub-17, sub-18 e sub-20. Foi o capitão dos sub-17 em 2012–13, incluindo o Campeonato Sub-17 da CONCACAF de 2013, e também participou na Copa do Mundo FIFA Sub-20 de 2015.
Moore foi convocado pela primeira vez para a seleção principal para um amistoso contra o Paraguai em 18 de março de 2018. Fez a sua estreia pela seleção principal em 2 de junho de 2018 entrando como substituto aos 70 minutos no lugar de DeAndre Yedlin na derrota por 1–2 para a Irlanda.
Sem ser convocado desde novembro de 2018, Moore foi convocado pelo técnico Gregg Berhalter para a disputa da Copa Ouro da CONCACAF de 2021. Em 18 de julho, na última partida da fase de grupos contra o Canadá marcou o seu primeiro gol, o único da vitória dos Estados Unidos; foi marcado aos 20 segundos de partida, quebrando o recorde de Clint Dempsey de gol mais rápido marcado pela seleção por 14 segundos.
Foi convocado em 9 de novembro de 2022 para a disputa da Copa do Mundo FIFA de 2022.

## Títulos
Estados Unidos
- Copa Ouro da CONCACAF: 2021